# LiSA
Риса Орибэ (яп. 織部 里沙 Орибэ Риса); род. 24 июня 1987, более известна под сценическим псевдонимом LiSA (акроним Love is Same All)) — японская певица и автор песен. В 2011 году подписала контракт с компанией Aniplex, которая сотрудничает с Sony Music Artists. Первоначально, как певица инди-группы, LiSA дебютировала в 2010 году, исполнив песни для аниме сериала Angel Beats! как одна из двух вокалисток вымышленной группы Girls Dead Monster. Она выступала на Animelo Summer Live в августе 2010 г. В апреле 2011 года она начала сольную карьеру и выпустила мини-альбом Letters to U.

## Карьера
LiSA начала свою карьеру в 2005 году. Ещё в средней школе она сформировала инди-рок группу Chucky. После того, как группа распалась в июле 2008-го, LiSA сформировала группу Love is Same All вместе с участниками инди группы Parking Out; LiSA взяла себе сценический псевдоним «Love is Same All», вкратце «LiSA». В 2010 году LiSA выпустила собственные синглы для аниме сериала Angel Beats! как одна из двух вокалисток вымышленной группы Girls Dead Monster. LiSA исполнила песни персонажа аниме Юи вместе со второй вокалисткой, Marina, исполнившей песни персонажа аниме Масами Ивасавы. Как солистка группы Girls Dead Monster, LiSA выпустила три сингла и один альбом в 2010 году на студии Key Sounds Label. 12 мая был выпущен первый сингл под названием Thousand Enemies; позже — второй под названием Little Braver 9 июня; и третий сингл, Ichiban no Takaramono (Yui final ver.) (яп. 一番の宝物 〜Yui final ver.〜), был выпущен и продан 8 декабря. Альбом, Keep The Beats!, был выпущен 30 июня. LiSA впервые выступила на фестивале «Animelo Summer Live» 28 августа 2010 года.
LiSA начала свой сольный дебют 20 апреля 2011 года и выпустила мини альбом Letters to U на студии компании Aniplex, которая сотрудничает с Sony Music Artists. Песни на альбоме были составлены профессиональными музыкантами. Позже LiSA выпустила сингл Believe in Myself, песни с которого написала сама. 12 ноября 2011 года LiSA выступала в Сингапуре на «Anime Festival Asia», самом большом аниме- и поп-фестивале Юго-Восточной Азии. 23 ноября 2011 года LiSA выпустила свой сольный дебютный сингл «Oath Sign», который является опенингом аниме Fate/Zero, вышедшего в 2011 году. 22 февраля 2012 года она выпустила свой первый полный сольный альбом Lover"s"mile. LiSA посетила Anime Expo 2012 как почетный гость и 1 июля дала свой первый концерт в Северной Америке. 8 августа 2012 года LiSA выпустила свой второй сингл, «Crossing Field», который был использован в качестве открывающей песни в аниме Sword Art Online. Её третий сингл «Best Day, Best Way» был выпущен 3 апреля 2013 году. Сингл «Rising Hope» из одноимённого альбома весной 2014 года стал опенингом для первой половины аниме The Irregular at Magic High School. Зимой 2018 года песня «ADAMAS» стала опенингом для первых 13 серий нового сезона Sword Art Online: Alicization. В 2019 году исполнила песню «Gurenge» из альбома Gurenge, песня использовалась как опенинг аниме «Истребитель демонов».
В 2020 году исполнила песню «homura» (яп.炎) из альбома homura, песня использовалась как саундтрек к аниме-фильму «Истребитель демонов: Поезд „Бесконечный“».

## Личная жизнь
В январе 2020 года LiSA вышла замуж за японского сэйю и вокалиста группы OLDCODEX Тацухису Судзуки. 25 апреля 2023 года она опубликовала пост в Instagram, в котором сообщила о рождении первенца.

## Дискография

### Альбомы
| Год  | Детали альбома | Место в чарте Oricon | Сертификаты (порог продаж) |
| ---- | --- | -------------------- | -------------------------- |
| 2010 | Keep The Beats! - Выпущен: 30 июня 2010 - Лейбл: Key Sounds (KSLA-0058) - Формат: CD                                   | 6                    | JP: Gold                   |
| 2011 | Letters to U - Выпущен: 20 апреля 2011 - Лейбл: Aniplex (SVWC-7760) - Формат: CD                                       | 14                   |                            |
| 2012 | Lover"s"mile - Выпущен: 22 февраля 2012 - Лейбл: Aniplex (SVWC-7824, SVWC-7826, SVWC-7828) - Формат: CD, CD+DVD, CD+BD | 7                    |                            |
| 2013 | Landspace - Выпущен: 30 октября 2013 - Лейбл: Aniplex (SVWC-7961-3, SVWC-7964) - Формат: CD, CD+DVD                    | 2                    |                            |
| 2015 | Launcher - Выпущен: 4 март 2015 - Лейбл: Aniplex (SVWC-70056-7, SVWC-70058-9) - Формат: CD+BD, CD+DVD                  | 3                    |                            |
| 2016 | LUCKY Hi FiVE! - Лейбл: Aniplex (SVWC-70141-43, SVWC-70144, SVWJ-7014) - Формат: CD                                    | 4                    |                            |
| 2020 | LEO-NiNE |                      |                            |

### Синглы
| Год  | Песня                                    | Место в чарте Oricon | Альбом              |
| ---- | ---------------------------------------- | -------------------- | ------------------- |
| 2010 | «Thousand Enemies»                       | 4                    | Keep The Beats!     |
| 2010 | «Little Braver»                          | 2                    | Keep The Beats!     |
| 2010 | «Ichiban no Takaramono (Yui final ver.)» | 3                    | Keep The Beats!     |
| 2011 | «Oath Sign»                              | 5                    | Lover"s"mile        |
| 2012 | «Crossing Field»                         | 5                    | Landspace           |
| 2013 | «Best Day, Best Way»                     | 6                    | Landspace           |
| 2013 | «träumerei»                              | 15                   | Landspace           |
| 2014 | «Rising Hope»                            | 4                    | Launcher            |
| 2014 | «BRiGHT FLiGHT/L.Miranic»                | 8                    | Launcher            |
| 2014 | «Shirushi» (シルシ)                      | 3                    | Launcher            |
| 2015 | «Rally Go Round»                         | 12                   | Little Devil Parade |
| 2015 | «Empty MERMAiD»                          | 10                   | Little Devil Parade |
| 2016 | «Brave Freak Out»                        | 9                    | Little Devil Parade |
| 2017 | «Catch the Moment»                       | 4                    | Little Devil Parade |
| 2024 | «Shouted Serenade»                       | 13                   | —                   |
| 2024 | «Black Box» (ブラックボックス)           | 9                    | —                   |
| 2025 | «ReawakeR (feat. Felix of Stray Kids)»   |                      | —                   |

### Видео
| 2011                                      | Girls Dead Monster starring LiSA Tour 2010 Final: Keep The Angel Beats! - Выпущен: 1 июня 2011 - Лейбл: Key Sounds (KSLV-0001-0003) - Формат: BD/DVD | —      |
| 2012                                      | Live is Smile Always: Lover"s"mile in Hibiya Yagai Daiongakudō - Выпущен: 26 сентября 2012 - Лейбл: Aniplex (ANSB-3707) - Формат: DVD                | 66     |
| 2014                                      | Live is Smile Always: Kyō mo Ii Hi da in Nippon Budokan - Выпущен: 18 июня 2014 - Лейбл: Aniplex (ANSX-10001, ANSB-10001) - Формат: BD/DVD           | [ 29 ] |
| «—» означает что выпуск не внесен в чарт. | |        |

### Видеоклипы
| Год  | Песня                | Режиссёр   |
| ---- | -------------------- | ---------- |
| 2010 | «Little Braver»      |            |
| 2010 | «Day Game»           |            |
| 2011 | «Believe in myself»  |            |
| 2011 | «Mōsō Controller»    |            |
| 2011 | «Oath Sign»          | Tomoo Noda |
| 2012 | «Crossing Field»     | Tomoo Noda |
| 2013 | «Best Day, Best Way» | Tomoo Noda |
| 2013 | «I’m a Rock Star»    |            |
| 2013 | «Träumerei»          | Tomoo Noda |
| 2014 | «Rising Hope»        |            |

### Другие появления в видео-альбомах
| Год  | Песня(и)                                 | Видео альбом                             | Артист(ы)      | Примечание                              | Прим.  |
| ---- | ---------------------------------------- | ---------------------------------------- | -------------- | --------------------------------------- | ------ |
| 2011 | «Crow Song» «Brave Song»                 | Animelo Summer Live 2010: Evolution 8.28 | Разные артисты | «Brave Song» была спета с Lia и Marina. | [ 34 ] |
| 2014 | «Crossing Field» «Träumerei» «Crow Song» | Animelo Summer Live 2013: Flag Nine 8.24 | Разные артисты |                                         | [ 35 ] |